# Olive Garden (сеть ресторанов)
Olive Garden — американская  сеть так называемых «демократических ресторанов» (casual dining). Входит в ресторанную сеть Darden Restaurants, Inc. и является одним из ключевых ресторанов этой корпорации — в 2012 году Olive Garden принес Darden Restaurants 45 % от общей выручки. Штаб-квартира компании расположена в городе Орландо (штат Флорида).

## История
Компания «Olive Garden» появилась как отделение корпорации General Mills. Первый ресторан был открыт в городе Орландо 13 декабря 1982 года. К 1989 году в США было открыто 145 заведений Olive Garden, что сделало это отделение самым быстрорастущим в корпорации General Mills. Olive Garden — самый популярный в США ресторан итальянской кухни.
В 1995 году General Mills продает Olive Garden корпорации Darden Restaurants. Цены в Olive Garden являются самыми низкими из всех ресторанов сети Darden Restaurants — средний чек на одного человека тут составляет примерно 15 долларов США, в то время, как в гриль-баре The Capital Grille (так же принадлежащем Darden Restaurants) — порядка 90 долларов.
В 2010 году прибыль сети Olive Garden составила 3,3 миллиарда долларов, что примерно в пять раз больше, чем у их ближайшего конкурента — сети ресторанов Carrabba’s Italian Grill (650 миллионов долларов). К 2012 году уровень продаж в Olive Garden немного снизился.
9 июля 2014 года в ресторанах Olive Garden произошло обновление логотипа компании и интерьера самих заведений. Кроме того, появилась возможность онлайн резервации мест и возможность покупать маленькие порции (ланч-порции).

## Реклама и маркетинг
Ранее слоганом компании был «Good Times, Great Salad, Olive Garden» (что можно перевести как «Хорошие времена, Отличный салат, Олив Гарден»). Этот слоган действовал тогда, когда основной упор ставился на неограниченное количество салата, которое клиенты могли брать. После того, как в перечень «неограниченной еды» были добавлены также супы и хлебные палочки, слоган был заменен на новый -«When you’re here, you’re family» — что дословно значит «Когда вы здесь, вы — семья». Рекламная кампания с новым слоганом стартовала в начале 2013 года.
Осенью 2013 года компания запустила промоакцию «Бесконечная тарелка пасты» («Never Ending Pasta Bowl»). В ходе этой промоакции клиенты, заплатив 9,99 долларов США, могли выбрать любую пасту из меню в неограниченном количестве. Всего за время проведения промоакции, было продано 13 миллионов тарелок с пастой.
В 2014 году к уже существующей промоакции была добавлена «Never Ending Pasta Pass», когда клиенты могли заказывать неограниченное количество пасты любых видов за 99 долларов. Однако эта промоакция имела ограничения в виде первых 1000 клиентов, зарегистрировавшихся онлайн.

## Ресторанная сеть
По состоянию на 22 марта 2013 года по всему миру насчитывалось 818 ресторанов Olive Garden — в США, Канаде, Мексике, Перу, Кувейте и Бразилии.
Страны по количеству ресторанов:
- США — 807;
- Канада — 6 (до начала 2000-х в Канаде было 15 ресторанов Olive Garden, однако 9 из них закрылись);
- Мексика — 2;
- Перу — 1;
- Кувейт — 1;
- Бразилия — 1;

## Кухня
Меню Olive Garden включает в себя несколько видов блюд итало-американской кухни, таких как блюда из пасты, стейки и салаты. Также компания продвигает свои хлебные палочки, строя вокруг них свою рекламную кампанию и ланч-меню. Упор делается и на то, что все супы — свежие и приготовлены исключительно в ресторанах компании в день продажи, а не завозятся от сторонних вендоров.